# Jana Galíková-Hlaváčová
Jana Galíková-Hlaváčová, född den 22 januari 1963 i Brno är en tjeckisk orienterare som tagit tre VM-silver och fyra VM-brons för Tjeckoslovakien.